# Seznam slovenskih hokejistov na ledu
Seznam slovenskih hokejistov na ledu.
(poševno - aktivni hokejisti, krepko slovenski in/ali jugoslovanski članski reprezentanti)

## A
Jaka Adlešič - Anže Ahačič - Dejvid Ahmetović - Janez Albreht - Ernest Aljančič - Ernest Aljančič starejši - Jani Aljančič - Igor Angelovski - Jaka Ankerst - Jaka Avgustinčič - Slavko Ažman (1947-2014)

## B
Matej Badiura - Janez Bahč - Lovro Bajc - Primož Balderman - Luka Bašič - Marko Bauman - Rok Bavdaž - Božidar Beravs - Slavko Beravs - Jan Berčič - Igor Beribak - Zmago Berlec - Nejc Berlisk - Mustafa Bešić - Elvis Bešlagič - Evgen Betetto - Milan Betetto - Metod Bevk - Peter Bizalj - Stanko Bloudek - Jan Bobnarič - Matic Boh - Zvonimir Bolta - Tomaž Bratina - Miha Bremec - Andrej Brodnik - Dušan Brulc - Dušan Brun - Miha Brus - Nejc Brus - Aleš Burnik - Borut Burnik - Dejan Burnik

## C
Matevž Cerar - Gašper Cerkovnik - Robert Ciglenečki - Enes Crnovič - Igor Cvetek

## Č
Boris Čebulj - Niko Čebulj - Marko Češnjak - Jernej Čerin - (Rudolf Červený) - Tadej Čimžar - Boštjan Čižman

## D
Damjan Dervarič - Sašo Dervarič - Žiga Dimc - Peter Dobovičnik - Jože Dolinar - Jure Dolinšek - Ivo Domjan - Ransome Drčar - Jan Drozg - Davor Durakovič

## E
Anže Emeršič - Blaž Emeršič - Matevž Erman - Mirko Eržen - Stanko Eržen

## F
Aleš Fajdiga - Albin Felc - Marko Ferlež - Nace Filipovič - Anže Florjančič - Anton Franzot

## G
Tone Gale - Gaber Glavič - Anže Gogala - Jože Gogala - Boštjan Goličič - Jurij Goličič - Marjan Gorenc - Franc Grabler - Luka Gračnar - Žiga Grahut - Blaž Gregorc - Oton Gregorič - Blaž Grilc - Primož Grilc - Boštjan Groznik - Sebastjan Grošelj

## H
Branko Habjanič - Edo Hafner - Milan Hafner - Tomo Hafner - Uroš Haler - Andrej Hebar - Gorazd Hiti - Rudi Hiti - Andrej Hočevar - Matej Hočevar - Drago Horvat - Igor Hriberšek

## I
Janez Igličar - Roman Iskra

## J
Bogdan Jakopič - Rok Jakopič - Uroš Jakopič - Bogo Jan - Ivo Jan - Ivo Jan starejši - Milan Jan - Nejc Japelj - Aljoša Javor - Žiga Jeglič - Domen Jemec - Nejc Jemec - Jaša Jenko - Tom Jug - Vlado Jug - Tim Jurajevčič - Luka Jurić

## K
Jule Kačič - Denis Kadič - Gabrijel Kalan - Luka Kalan - Rok Kapel - Luka Kar - Edvin Karahodžič - Ed Kastelic - Ignac Kavec - Klemen Kelgar - Aljoša Kirič - Rok Klavžar - Peter Klemenc - Jernej Klemenak - Ciril Klinar - Blaž Klinar - Rudi Knez - Gregor Koblar - Dejan Kontrec - Anže Kopitar - Gašper Kopitar - Matjaž Kopitar - Gal Koren - Boštjan Kos - Stanko Kos - Sašo Košir - Tomaž Košir - Jure Košnik - Jože Kovač - Sabahudin Kovačevič - Senad Kovačevič - Marjan Kovačič - Marjan Kozar - Jure Kozjek - Luka Kraigher - Jure Kralj - Matic Kralj - Uroš Kralj - Aleš Krajnc - Gregor Krajnc - Aleš Kranjc - Marijan Kristan - Robert Kristan - Anže Krivec - Gregor Krivic - Miran Krmelj - Gašper Krošelj - Bojan Kumar - Marko Kumar - Samo Kumar - Anže Kuralt - Boris Kunčič - Srdan Kuret - Greg Kužnik

## L
Bor Ladiha - Aleš Ladiha - Domen Lajevec - Vojko Lajovec - Miroslav Lap - Dušan Lepša - Tomaž Lepša - Rok Leber - Aleš Lešnjak - Borut Lešnjak - Boštjan Lešnjak - Benjamin Levič - Jan Loboda - Nina Lončar - Boris Lotrič - Blaž Lomovšek - Domine Lomovšek-

## M
Rok Macuh - Bojan Magazin - Aleksandar Magovac - Marcel Mahkovec - Matjaž Mahkovic - Jure Majnik - Drago Makuc - Marjan Manfreda - Rok Manfreda - Martin Markoja - Anže Markovič - Aljoša Medja - Peter Mihelič - Jakob Milovanovič - Matej Mišič - Janez Mlakar - David Mlinarec - Drago Mlinarec - Miha Mohor - Matic Modic - Klemen Mohorič - Igor Mubi - Egon Murič - Jan Muršak - Aleš Mušič

## N
Tadej Nabergoj - Rok Nahtigal - Štefan Nahtigal - Martin Novak

## O
Žiga Oblak - Ken Ograjenšek - Marjan Ogrin - Matjaž Ogrin

## P
Zoran Pahor - Boris Pajič - Murajica Pajič - Rok Pajič - Eric Pance - Žiga Pance - Karol Pavletič - Januš Pavlič - Tomaž Pavlin - Žiga Pavlin - Nik Pem - Jure Penko - Uroš Peruzzi - Miha Pesjak - Robert Pesjak - Žiga Pešut - Janez Petač - Žiga Petač - Aleš Petronijevič - Aleksander Petrov - Aleš Petrovčič - Aljoša Pilko - Anže Pintar - Matija Pintarič - Janez Pipan - Tadej Pirjevec - Vinko Pirc - Cveto Pirih - Martin Pirnat - Miha Pisanec - Matic Podlipnik - Božidar Podpac - Tone Pogačnik - Silvo Poljanšek - Gregor Polončič - Grega Por - Nuša Porekar - Borut Potočnik - Boris Pretnar - Cveto Pretnar - Klemen Pretnar - Sašo Pretnar - Roman Pristov - Tone Prosenc - Darko Prusnik - Roland Prusnik - Uroš Puš - Janez Puterle

## R
Igor Radin - Ildar Rahmatuljin - Sašo Rajsar - Ivo Ratej - Viktor Ravnik - Tomaž Razingar - Andrej Razinger - Jože Razinger - Franc Razinger - Bojan Razpet - Luka Rebolj - Miha Rebolj - Stanley Reddick - Gorazd Rekelj -  Aleš Remar - Jurij Repe - Darko Repovž - Damjan Režek - Gregor Režek - Ice Rihar - Mitja Robar - David Rodman - Marcel Rodman - Rok Rojšek - Anže Ropret - Peter Rožič - Mohor Razinger

## S
Robert Sabolič - Drago Savič - David Sefič - Matjaž Sekelj - Maks Selan - Štefan Seme - Aleš Sila - Luka Simčič - Gregor Slak - David Slivnik -  Jure Smolej - Marko Smolej - Franc Smolej - Roman Smolej - Črt Snoj  - Rok Snoj - Aleš Sodja - Urban Sodja - Jaka Sodja - Klemen Sodržnik - Jure Sotlar - Mitja Sotlar - Nejc Sotlar‎ - Tilen Spreitzer - Jure Stopar - Borut Strašnik - Gašper Sušanj - Žiga Svete

## Š
Valerij Šahraj - Ivan Ščap - Luka Ščap - Štefan Ščap - Andrej Šercer - Luka Šimunovič - Mitja Šivic - Bojan Škrjanc - Zvone Škerjanc - Gregor Šolar - Zvone Šuvak - Miha Štebih - Jaka Šturm - Marko Šturm

## T
Andrej Tavželj - Edo Terglav - Anže Terlikar - Klemen Tičar - Rok Tičar - Toni Tišlar - Tone Tišler starejši - Viktor Tišlar - Blaž Tomaževič (hokejist) - Matic Törok - Luka Tošič - Jože Trebušak - Boštjan Turk

## U
Aljaž Uduč - Anže Ulčar - Jan Urbas - Žan Us

## V
Cena Valentar - Vinko Valentar - Dejan Varl - Domen Vedlin - Jure Verlič - Miha Verlič - Miha Vesel - Andrej Vidmar - Luka Vidmar - Uroš Vidmar - Viktor Vodišek - Nejc Volarič - Jure Vnuk - Rajko Vnuk - Tomaž Vnuk - Roman Vrščaj - Borut Vukčevič

## Z
Bojan Zajc - Jaka Zdešar - Luka Zorko - Milan Zrnič - Žan Zupan - Jaka Zupanc - Anže Zupančič - Mark Zupančič - Nik Zupančič

## Ž
Luka Žagar - Matjaž Žargi - Franci Žbontar - Klemen Žbontar - Marjan Žbontar - Miha Žbontar - Dejan Žemva - Andrej Židan - Tomaž Židan - Luce Žitnik - Robert Žolek - Gašper Župan - Grega Žvan